# Else Marie Hansen
Else Marie Juul Hansen (Else Marie) (19. oktober 1904 i København – 12. august 2003 sammesteds) var en dansk skuespillerinde og operettesangerinde.
Oprindelig var hun danserinde på Pantomimeteatret i Tivoli.
Hun debuterede som operettesangerinde i 1927 på Fønix Teatret.
Hun sang mange hovedrollepartier på Casino, Apollo Teatret, i provinsen og på turnéer i både Norge og Sverige.
Sine allerstørste succeser opnåede hun uden tvivl på Nørrebros Teater og Det ny Teater fra slutningen af 1930'erne til omkring 1950, hvor hun bl.a. sang i operetterne Frederikke, Den glade enke, Grevinde Maritza, Bajaderen, Czardasfyrstinden, Oklahoma og Flagermusen – og mange gange sammen med Hans Kurt. På Det ny Teater præsterede de to at synge sammen omkring 1000 gange.
De mange sangnumre er blevet foreviget på omkring 200 grammofonplader.
Op gennem 1950'erne var hun engageret på Allé Scenen, Frederiksberg Teater og Det ny Scala.
I 1952 blev Else Marie gift med sin 20 år yngre skuespillerkollega Holger Juul Hansen og dette ægteskab varede i 12 år.
Hun nåede at indspille en række film og blev på tv nok mest kendt i sine senere år for sin rolle som konsulinde Holm i serien Matador.
I de senere år flyttede hun ind i en æresbolig i Skuespillerforeningens Hus og døde efter et langt og begivenhedsrigt liv i 2003 i en alder af næsten 99 år.

## Udvalgt filmografi
- Bag Københavns kulisser – 1935
- Mille, Marie og mig – 1937
- Sørensen og Rasmussen – 1940
- En pige med pep – 1940
- Vagabonden – 1940
- En søndag på Amager – 1941
- Man elsker kun een gang – 1945
- Himlen er blå – 1954
- Tre finder en kro – 1955
- Jeg elsker dig – 1957
- Guld og grønne skove – 1958
- Verdens rigeste pige – 1958
- Pigen i søgelyset – 1959
- Kærlighedens melodi – 1959
- Eventyrrejsen – 1960
- Komtessen – 1961
- Ullabella – 1961
- Drømmen om det hvide slot – 1962
- Frk. Nitouche – 1963
- Alt for kvinden – 1964
- Mor bag rattet – 1965
- Hold da helt ferie – 1965
- Slå først, Frede – 1965
- Gys og gæve tanter – 1966
- Mig og min lillebror – 1967
- Jeg er sgu min egen – 1967
- Smukke Arne og Rosa – 1967
- Mig og min lillebror og storsmuglerne – 1968
- De røde heste (1968) – 1968
- Stine og drengene – 1969
- De fem og spionerne – 1969
- Nøglen til Paradis – 1970
- Rend mig i revolutionen – 1970
- Olsen-banden ser rødt – 1976
- Slægten – 1978